# おおぐま座クシー星
おおぐま座ξ星（おおぐまざクシーせい、ξ UMa / ξ Ursae Majoris）は、おおぐま座の恒星で4等星。連星であることが発見された初めての恒星で、複雑な連星系を成している。

## 概要
1780年にウィリアム・ハーシェルによって連星であることが発見され、1827年にフェリックス・サヴァリ (Félix Savary) によってその軌道が計算された。軌道の計算自体はニュートン力学に基づくもので特に画期的なものではなかったが、太陽系以外の天体にも同じようにニュートン力学が成立することが発見されたという点において画期的であった。
共に太陽とよく似たG型主系列星である4等星のA星と5等星のB星が平均距離21.2au（近点距離13.4au、遠点距離29.6au）の軌道を59.878年の周期で周回している。そして、A星、B星それぞれが分光連星である。A星の伴星は1.833年の周期で周回しており、おそらくM型の赤色矮星であろうとされている。B星の伴星はわずか3.98日でB星を周回している。発見された当初は褐色矮星ではないかと予想されたが、現在ではM型の赤色矮星であると考えられている。また、B星のペアの周囲を周る別の伴星の存在も示唆されている。
さらに、約1度離れた位置にある15等級の赤色矮星や約10分ほど離れた位置にある19等級の褐色矮星もこの星系の一部ではないかと考えられており、全体では5〜7個の恒星や準恒星による複雑な連星系が構成されていると見られる。
この星系の年齢は60億年と推定されており、太陽系より15億年ほど年長である。また金属量は太陽の半分程度である。

## 名称
固有名のアルラ・アウストラリス (Alula Australis) は、アラビア語で「1番目の足あと」を意味する al-qafza al-ūlā という言葉に由来する。これは元々ξ星とν星のペアに付けられていた名前で、ι星とκ星のペア、λ星とμ星のペアと共に、「ガゼルの足あと」という意味の qafazāt al-ẓibā というアラビアのアステリズムの一部であった。ν星にはラテン語で「北」を意味する Borealis が、ξ星には「南」を意味する Australis が付けられている。2016年7月20日、国際天文学連合の恒星の固有名に関するワーキンググループは、Alula Australis をおおぐま座ξ星Aの固有名として正式に承認した。